# マルグリット・ド・フランス (ブラバント公妃)
マルグリット・ド・フランス（フランス語：Marguerite de France, 1254年 - 1271年）は、ブラバント公ジャン1世の妃。

## 生涯
マルグリットはフランス王ルイ9世とマルグリット・ド・プロヴァンスの娘として1254年に生まれた 。マルグリットはもともと1257年にブラバント公アンリ3世の息子アンリ4世と婚約していた。しかしアンリ4世は1261年にブラバント公位を継承したものの1267年に廃位され、マルグリットはアンリ4世の弟ジャン1世と1270年9月5日に結婚した。
マルグリットは1270/1年に懐妊し、1271年に息子を産んだが、母子ともに産後まもなく死去した。